# Frontera entre Pakistán e India
La frontera entre la India y Pakistán separa los territorios de la República de India de aquellos de la República Islámica de Pakistán. Mide 2 912 kilómetros. Desde la independencia de la India y Pakistán el límite ha sido lugar de numerosos conflictos y guerras entre ambos estados, y es una de las fronteras más complejas y peligrosas del mundo. Las relaciones entre ambos países son muy tensas y por tanto los pasos entre ambos lados están muy limitados. La principal fuente de discordia entre ambos países implica a la región de Cachemira, pues en esta no ha sido posible consensuar el trazado de la frontera.
La frontera consiste en tres segmentos. El primero de ellos es el Límite Internacional, que va desde el mar Arábigo, al sur, hasta el Panyab, al norte. El segundo segmento es la Línea Radcliffe, redactada en 1947 y que atraviesa una variedad de terrenos que van desde grandes zonas urbanas hasta desiertos inhóspitos; va desde el Punyab hasta Cachemira. El último segmento, ubicado al norte en Cachemira, corresponde con la Línea de Control establecida tras la guerra indo-pakistaní de 1947.

## Historia

Esquema sobre la partición de la India.

El trazado de frontera se estableció durante la partición de la India en 1947, que creó los dominios de la India (o «Unión India») y de Pakistán, a través de una comisión fronteriza presidida por el abogado británico Cyril Radcliffe (asistido por dos hindúes y por dos musulmanes); esta línea de demarcación lleva igualmente el nombre de Línea Radcliffe.
Hasta 1971 había dos fronteras, una con el Pakistán Occidental y otra con el Pakistán Oriental, que se independizó en dicho año (Actual Bangladés).
Desde la instalación por parte de los indios de proyectores lumínicos a lo largo de la frontera, esto con el fin de facilitar la vigilancia para impedir «la introducción clandestina de armas, de municiones y de combatientes», ésta es una de las únicas fronteras visibles de noche desde el espacio (las otras son la Zona desmilitarizada de Corea y la frontera entre Sudáfrica y Zimbabue).

## Cachemira

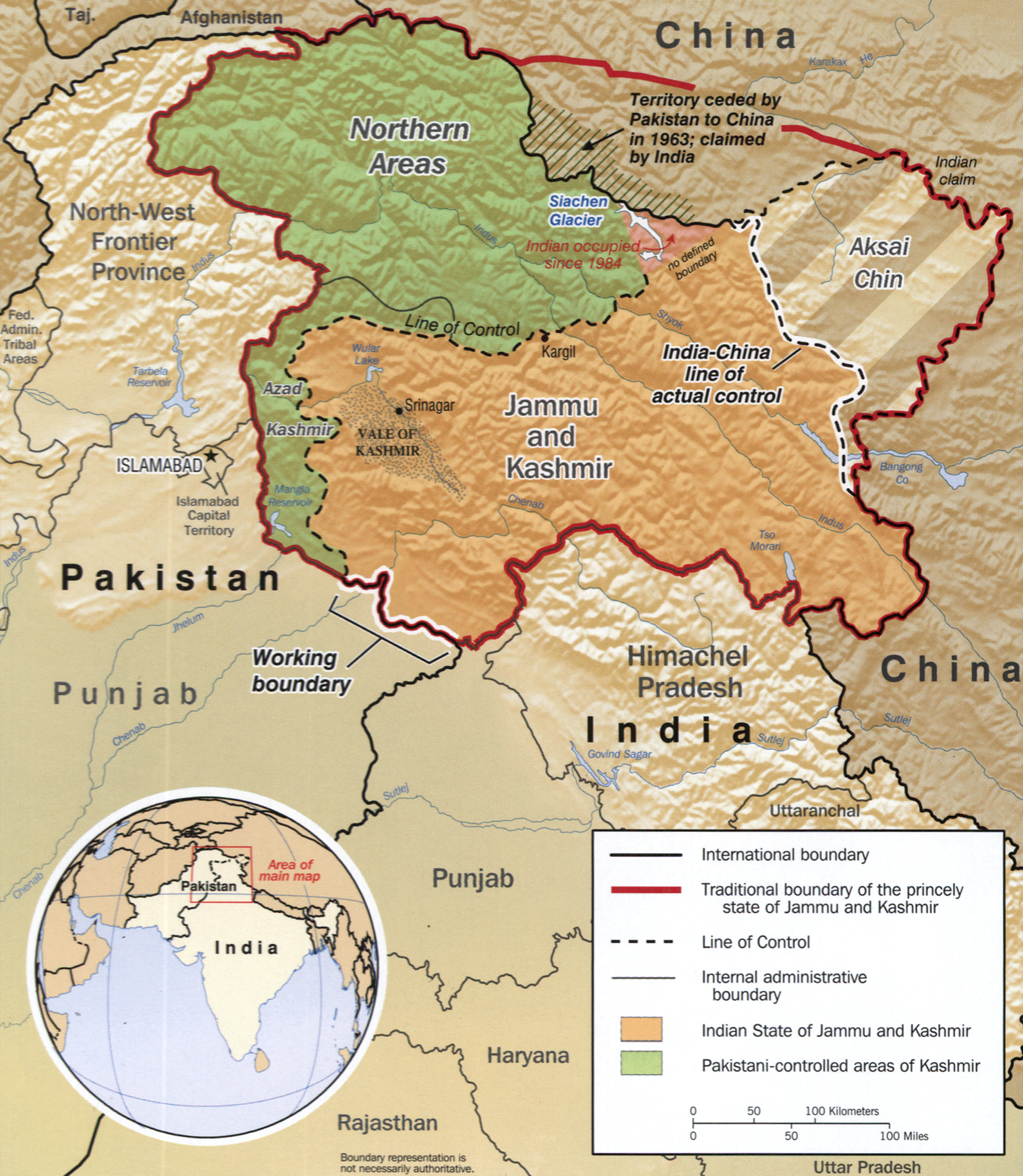
Mapa de Cachemira y sus zonas de ocupación.

El trazado de la frontera es discutido ampliamente en la región de Cachemira, pues la India reivindica la soberanía sobre las provincias de Azad Cachemira y de los Territorios del Norte, actualmente bajo control pakistaní. Pakistán en tanto se considera que tiene soberanía sobre Jammu y Cachemira y la zona del glaciar de Siachen, controlada por la India desde el conflicto del Siachen en 1984. 
La región no posee pues ninguna frontera en el sentido internacional, pero si una línea de alto el fuego, la Línea de Control, surgida tras el cese de hostilidades después de la primera guerra indo-pakistaní en 1949. Esta línea de control está materializada sobre la casi totalidad de su trazado por un doble rango de barreras rodeando un terreno minado. Las escaramuzas entre ambos ejércitos son regulares.

## Resto de la frontera

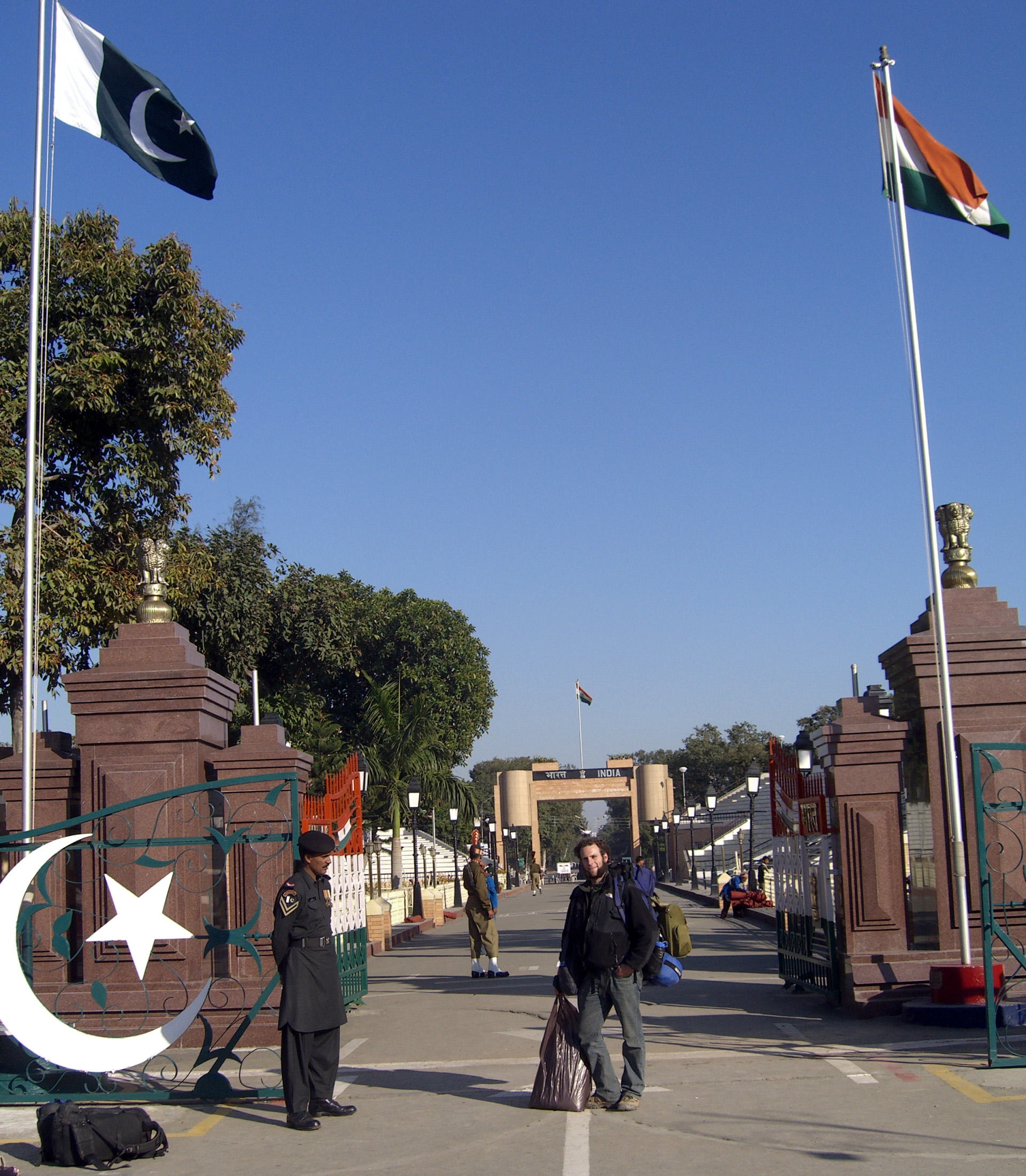
Un turista frente el puesto fronterizo de Wagah, en el lado pakistaní.

El resto de la frontera, apodada Límite Internacional, está demarcada fuertemente. Existen pocos pasos fronterizos entre ambos países, estando el más grande de ellos cerca a Wagah en Panyab; se encuentra a 32 kilómetros de Amritsar y a 24 kilómetros de Lahore.
El paso Punto Zero en Munabao separa los estados indios de Guyarat y Rayastán de la provincia paquistaní del Sindh, en el sur. Allí se encuentra la estación de la línea ferroviaria del Thar Express que conecta Karachi, en Pakistán, con Jodhpur, en India.

## Regiones fronterizas

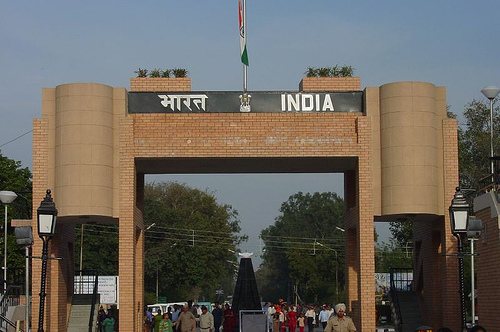
Una construcción india en el puesto fronterizo de Wagah.

- India:
  - Guyarat
  - Jammu y Cachemira
  - Panyab
  - Rayastán

- Pakistán:
  - Azad Cachemira
  - Panyab
  - Sindh
  - Territorios del Norte